# 越後川口インターチェンジ
越後川口インターチェンジ（えちごかわぐちインターチェンジ）は、新潟県長岡市西川口にある関越自動車道のインターチェンジ。十日町市の最寄りインターチェンジである。

## 道路
- E17 関越自動車道（19番）

## 接続する道路
- 新潟県道83号川口塩殿線

## 料金所
- ブース数：4

### 入口
- ブース数：2
  - ETC専用：1
  - 一般：1

### 出口
- ブース数：2
  - ETC専用：1
  - 一般：1

## 越後川口バスストップ
IC内、料金所内にある高速バス停留所。料金所手前で右折して路線バス専用ロータリーに入り、乗客扱いを行う。停車する全路線が、引き続き関越自動車道を走行する。

### 停車路線
- 【ときライナー】Ｔ 十日町線
魚沼BS - 越後川口BS - 小千谷BS

## 隣
E17 関越自動車道
(18-1)堀之内IC/PA - (19)越後川口IC/SA - (20)小千谷IC